# Grądy nad Lindą
Grądy nad Lindą este o arie protejată (sit de importanță comunitară — SCI) din Polonia întinsă pe o suprafață de 54,92 ha, integral pe uscat.

## Localizare
Centrul sitului Grądy nad Lindą este situat la coordonatele 51°52′35″N 19°19′46″E / 51.8764°N 19.3294°E.

## Înființare
Situl Grądy nad Lindą a fost declarat sit de importanță comunitară în octombrie 2009 pentru a proteja 1 specie de plante.

## Biodiversitate
Situată în ecoregiunea continentală, aria protejată conține 2 habitate naturale: Păduri de stejar și carpen Galio-Carpinetum, Păduri aluvionare cu Alnus glutinosa și Fraxinus excelsior (Alno-Padion, Alnion incanae, Salicion albae).
La baza desemnării sitului se află o specie protejată de  plante: clopțelul cu frunze de crin (Adenophora lilifolia).